# Podkova (Lužické hory)
Podkova (519 m) je zalesněný kopec jihozápadně od Dolního Sedla v Lužických horách, mezi Popovou skálou a Loupežnickým vrchem. Kopec je čedičový, jejímž zvětráváním vznikla železná ruda. Tuto skálu občas využívají horolezci. Skála Podkova je pojmenována podle několika podkov, vytesaných stěny. Z ostrohu jihozápadně od skály je výhled na Ještědský hřbet a na Jizerské hory.